# Willy Ganske
 Willy Ganske (* 10. Oktober 1870 in Stettin; † 10. Januar 1940 in Berlin-Buch) war ein deutscher Journalist und Schriftsteller. 

## Leben und Werk
Nach einer 1888 abgeschlossenen Buchhandelslehre arbeitete Ganske spätestens seit 1899 als Kunstschriftsteller in Berlin. Er war jahrzehntelang Mitarbeiter der nationalkonservativen Tageszeitung Berliner Lokal-Anzeiger und deren Beilage Weite Welt, 1901–26 als Redakteur. Daneben arbeitete für die ebenfalls im Scherl-Verlag erscheinende Zeitung Der Tag, dort wird er 1912 als verantwortlicher Redakteur genannt. 
Ganske berichtete regelmäßig über die aktuellen kleinen und großen Kunstausstellungen in Berlin in der zeittypischen Art ausführlicher Aufzählungen. Dabei hing er einer konservativen Moderne an, wie sie nach 1900 vom Verein Berliner Künstler, aber auch von der Berliner Sezession vertreten wurde. 
Über das Berliner Kunstleben schrieb er auch Beiträge in Fachzeitschriften wie Das Museum. Anleitung zum Genuß der Werke bildender Kunst, hrsg. von Richard Grau / Richard Stettiner, Berlin / Stuttgart: Verlag Wilhelm Spemann, oder Deutsche Kunst und Dekoration. Illustrierte Monatshefte für moderne Malerei, Plastik, Architektur, Wohnungs-Kunst und künstlerische Frauenarbeit, Stuttgart: Verlag Koch.
Je ein Beitrag unter dem Pseudonym Pan in Die Jugend und Simplicissimus sollen von Ganske stammen.

## Pseudonyme
- G. Koldemanz
- Pan (?)

| Personendaten    | Personendaten                           |
| ---------------- | --------------------------------------- |
| NAME             | Ganske, Willy                           |
| KURZBESCHREIBUNG | deutscher Schriftsteller, Feuilletonist |
| GEBURTSDATUM     | 10. Oktober 1870                        |
| GEBURTSORT       | Stettin                                 |
| STERBEDATUM      | 10. Januar 1940                         |
| STERBEORT        | Berlin-Buch                             |